# Eurofactor
 (février 2019).
Eurofactor est la filiale d'affacturage du groupe Crédit agricole. C'est une filiale de Crédit agricole Leasing & Factoring.

## Historique
Eurofactor est issu de deux fusions successives. La première a eu lieu en 2001 entre Slifac, filiale du Crédit lyonnais (LCL), et SFF (Société Française de Factoring), filiale d'Euler Hermes. Elle a donné naissance à Eurofactor, alors détenu en parité par ses deux actionnaires historiques. À la suite du rachat du Crédit Lyonnais par Crédit Agricole S.A., Eurofactor a fusionné avec Transfact en octobre 2005, lui permettant de devenir la plus grosse entreprise d'affacturage en France (23 % de part de marché à fin mars 2010).
Eurofactor a racheté Clientys en mars 2007 et Theofinance en juillet 2008, depuis fusionné sous la marque Teotys. Cela lui a permis de diversifier son activité vers la gestion externalisée du poste clients en offrant des solutions sans financement de gestion de la facturation et du recouvrement pour les entreprises en France et à l'international.
En 2009, la société lance un projet de rapprochement de ses fonctions support (RH, Finance, informatique) avec Crédit Agricole Leasing qui aboutit à la création en mars 2010 de Crédit agricole Leasing & Factoring.

## L'international
Eurofactor se caractérise par une proposition importante de produits paneuropéens (Financement Import/Export, European pass®, Cash pooling…). À partir de 2006, la marque relance sa politique d'expansion dans de nouveaux pays européens et méditerranéens : la participation dans Tunisie Factoring a été portée de 10 à 36,36 % et une filiale a été créée en Italie en avril 2008. Plus d'un tiers de son activité est réalisé par les filiales européennes hors France. En 2007, la participation minoritaire (5 %) dans Maroc factoring est cédée. La filiale anglaise est cédée à son tour en 2012.
Eurofactor offre ses services dans plus de 60 pays, grâce à ses filiales et à son appartenance aux réseaux International Factors Group et Factors Chain International. C'est le numéro 1 de l'affacturage en France (avec plus de 23 % de part de marché fin 2009), et le premier réseau intégré d'affacturage en Europepar son implantation en Allemagne (création en 1988), au Benelux, en Espagne, en France, en Italie (création en 2008), au Portugal, et en Grande-Bretagne (création en 1987).